# Piotr Tworzyański
Piotr Tworzyański herbu Abdank (zm. przed 27 października 1709 roku) – skarbnik krakowski w 1700 roku, adiutant wojsk królewskich.
Marszałek sejmiku przedkonwokacyjnego księstw oświęcimskiego i zatorskiego w 1696 roku.
Był konsyliarzem województwa krakowskiego i sekretarzem konfederacji sandomierskiej 1704 roku.